# Ernst Zürcher
Pour les articles homonymes, voir Zürcher.
Ernst Zürcher, né en 1951, est un ingénieur forestier suisse, professeur et chercheur en sciences du bois. Il est l'auteur d'essais ; connu pour son approche sensible des arbres et son intérêt marqué pour les caractéristiques mystérieuses et imperceptibles des arbres.

## Biographie

### Formation
Ernst Zürcher a d'abord suivi une formation professionnelle d'ingénieur forestier à l'École polytechnique fédérale de Zurich (ETHZ), avant de soutenir une thèse sur la morphologie des arbres et l'anatomie du bois,.

### Carrière
Ernst Zürcher enseigne à l'École polytechnique fédérale de Zurich (ETHZ), ainsi qu'à l'École polytechnique fédérale de Lausanne puis à la Haute École spécialisée bernoise dont il devient professeur émérite et chercheur en sciences du bois,,. 

### Vocation
A la retraite, Ernst Zürcher continue les conférences pour défendre les forêts, pour démontrer l'impact sur l'humanité, sur la santé de l'homme notamment. Il explique les connexions entre la faune et la flore. Il vulgarise les concepts de bioacoustique et de sylvosphère.
Scientifique atypique qui lie pragmatisme à la spiritualité, il est parfois considéré comme un poète.

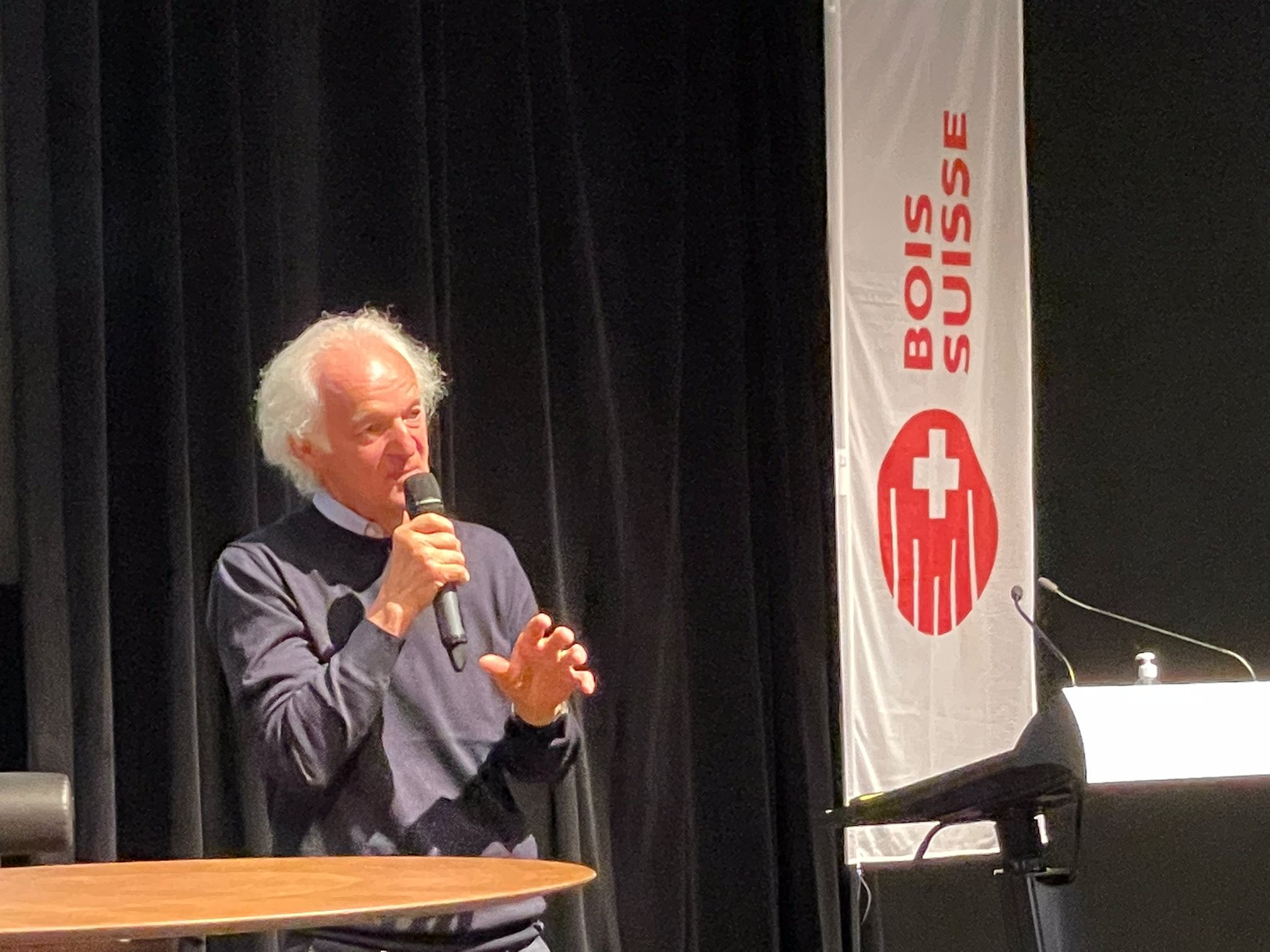
Conférence lors des Rencontres romandes du bois 2021 au Musée olympique.

## Travaux
Ernst Zürcher met en avant les liens qui selon lui unissent les êtres humains et les arbres, soulignant les bienfaits dont les arbres sont la source. Son approche a suscité le scepticisme de certains de ses confrères, devant le spiritualisme qu'il promeut, mais le soutien par exemple du botaniste Francis Hallé.
Pour Ernst Zürcher, la santé de l’humanité est indissociable de celle des forêts.
Ernst Zürcher explore ainsi au cours de ses recherches les liens qui peuvent unir le nombre d'or et la forme des cônes des conifères, les états de l'eau, l'organisme à part entière que pourrait constituer la forêt dans son ensemble, aussi bien dans ses publications que dans ses interventions publiques, notamment radiophoniques, au prix cependant de convoquer des concepts pseudoscientifiques (comme l'anthroposophie de Rudolf Steiner). Il prône la nécessité de refaire une place sensible aux arbres dans nos vies, y compris en ville.
Ernst Zürcher défend l'idée du respect mutuel entre tous les êtres vivants de l'écosystème, à savoir la faune et la flore, pour mieux vivre ensemble. Et la forêt est une véritable source d'inspiration pour y parvenir.
Ernst Zürcher rapporte que les arbres seraient bénéfiques à la santé et évoque les bains de forêt ainsi que les notions de sylvothérapie issues des traditions japonaises Shinrin-Yoku.

## Œuvres
- Ernst Zürcher (préf. Francis Hallé, postface Bruno Sirven), Les arbres, entre visible et invisible : s'étonner, comprendre, agir, Arles, Actes sud, 2016, 283 p. (ISBN 978-2-330-06594-2 et 2-330-06594-9, OCLC 960195367, lire en ligne).
- Ernst Zürcher, Planter un arbre, Arles/impr. au Portugal, Actes sud, 2021, 60 p. (ISBN 978-2-330-14747-1).
- Film "Pacifique", de Jean-Pierre Duval, Caroline Breton et Ernst Zürcher et Franco Gammara, Agence Museo, 2021[14],[12]
- Ernst Zürcher, Le pouls de la Terre, Neuchâtel, La Salamandre, coll. « Marcher avec », 2023, 144 p. (ISBN 978-2-88958-431-4).